# Parc nacional Sairam-Oguem
El Parc nacional Sairam-Oguem (en Kazakh Сайра́м-Өге́м мемлекетті́к ұлтты́қ табиғи́ паркі́) és un parc nacional que està situat en els districtes de Khazigurt, Tole Bi i Tulkibas, a la província del Kazakhstan Meridional del Kazakhstan. Situat a la part nord de la part occidental del Tien Xan inclou els contraforts de la Talas Alataui, així com les matrius de Ugam, Karjantau i Boraldaitau.

## Flora i fauna
El parc inclou set àrees naturals, des de l'estepa, a la falda de la zona alpina. S'ofereix una gran varietat de vida silvestre.Hi ha 59 espècies de mamífers, inclosa la marmota endèmica de Menzbier, al voltant de 300 espècies d'aus i 1635 espècies de plantes, 240 es troben en el Llibre vermell del Kazakhstan.

## Organització
El territori del parc nacional es divideix en tres zones amb diferents formes d'accés: manera protegida (accés tancat), el turisme i l'esbarjo.